# Баллингири

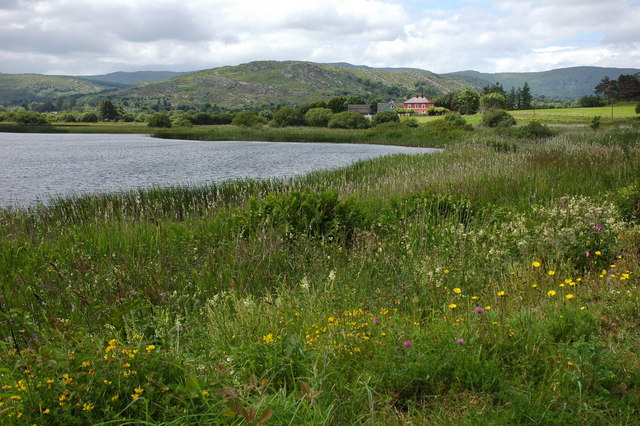
Лох-Аллуа

Баллингири (англ. Ballingeary; ирл. Béal Átha an Ghaorthaidh, Бел-Аха-ан-Гэрхи) — деревня в Ирландии, находится в графстве Корк (провинция Манстер). Является частью Гэлтахта.
Деревня находится в ирландоязычном регионе (Гаелтахт), здесь работает летняя школа на ирландском языке Coláiste na Mumhan (Мюнстерский колледж), которую посещал Томас МакДона летом 1906 года. Здесь также проводится ежегодный сельскохозяйственный год и садоводческое шоу.

## Демография
Население — 234 человека (по переписи 2006 года). В 2002 году население составляло 205 человек.
Данные переписи 2006 года:
| Общие демографические показатели |               |                               |                               |      |      |
| Всё население                    | Всё население | Изменения населения 2002—2006 | Изменения населения 2002—2006 | 2006 | 2006 |
| 2002                             | 2006          | чел.                          | %                             | муж. | жен. |
| 205                              | 234           | 29                            | 14,1                          | 132  | 102  |